# Pierre Gachon

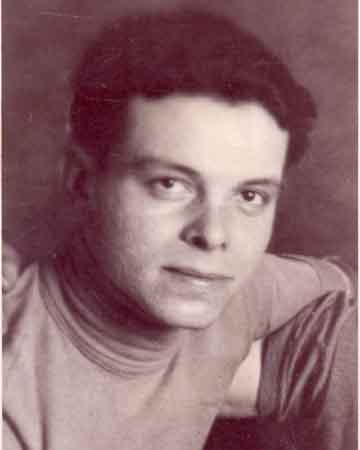
Pierre Gachon (etwa 1937)

Pierre Gachon (* 19. März 1909 in Paris; † 19. Mai 2004 in Joliette) war ein kanadischer Radrennfahrer. Er war der erste Kanadier, der bei der Tour de France startete.

## Sportliche Laufbahn
In Frankreich geboren, wanderten seine Eltern mit ihm 1923 nach Kanada aus. Von 1926 bis 1929 fuhr er als Amateur und wurde 1930 Berufsfahrer.
Gachon war der erste Kanadier, der an der Tour de France teilnahm. Kanadische Sponsoren ermöglichten ihm die Anreise nach Frankreich und unterstützten ihn mit Material. Er startete 1937 in der Tour in einem gemischten Team mit den Briten Bill Burl und Charles Holland und schied bereits auf der 1. Etappe aus.
1936 gewann er eine Etappe der Rundfahrt Trans-Canada. Er bestritt in Nordamerika 18 Sechstagerennen. Der 3. Platz 1931 in Minneapolis war dabei sein bestes Resultat.
2021 wurde Gachon in die Canadian Sports Hall of Fall aufgenommen.

## Familiäres
Sein Bruder Louis Gachon war ebenfalls Radprofi. 